# Citizenfour
Citizenfour è un documentario del 2014 diretto da Laura Poitras, riguardante Edward Snowden e lo scandalo spionistico della NSA. Il film è stato presentato in anteprima negli USA il 10 ottobre 2014 al New York Film Festival e nel Regno Unito il 17 ottobre 2014 al BFI London Film Festival. Nel film è presente Glenn Greenwald ed è stato co-prodotto da Poitras, Mathilde Bonnefoy, e Dirk Wilutzky, con Steven Soderbergh ed altri come produttori esecutivi. Citizenfour ha vinto l'Oscar al miglior documentario agli Oscar 2015.

## Trama
Nel gennaio 2013, Laura Poitras, una regista e produttrice di documentari americana che aveva lavorato per diversi anni su film riguardanti programmi di monitoraggio negli Stati Uniti risultati degli attacchi dell'11 settembre, riceve una e-mail crittografata da uno sconosciuto che si firmava "Citizen Four". In essa, egli le offre informazioni sulle pratiche di intercettazione illegali della National Security Agency (NSA) e di altre agenzie di intelligence. Nel giugno 2013, accompagnata dal giornalista investigativo Glenn Greenwald e dal reporter di intelligence del Guardian Ewen MacAskill, vola ad Hong Kong con la sua videocamera per il primo incontro con lo sconosciuto, che si rivela essere Edward Snowden.

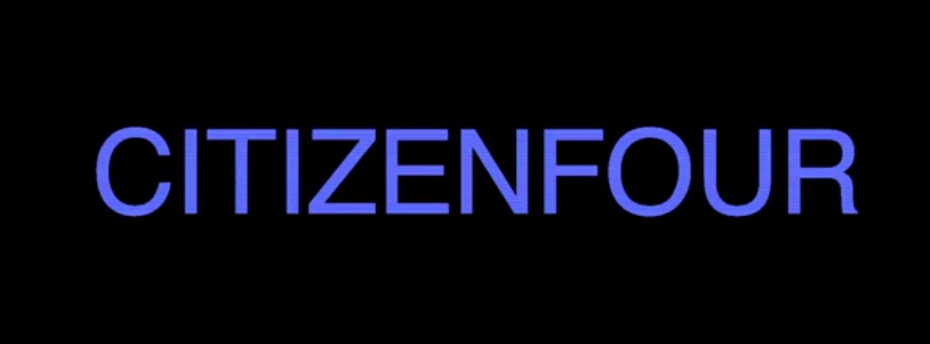
Logo del film

Dopo quattro giorni di interviste, il 9 giugno, l'identità di Snowden è resa pubblica su sua richiesta. Come i media cominciano a scoprire la sua posizione al The Mira Hong Kong, Snowden si trasferisce nella stanza della Poitras nel tentativo di eludere le telefonate effettuate alla sua stanza. Di fronte alla potenziale richiesta di estradizione e azione penale negli Stati Uniti, Snowden pianifica un incontro con l'Alto Commissariato delle Nazioni Unite per i rifugiati e richiede lo status di rifugiato. Successivamente Poitras credendo di essere seguita lascia Hong Kong per Berlino.
Il 21 giugno, il governo degli Stati Uniti chiede al governo di Hong Kong di estradare Snowden. Lui riesce a partire da Hong Kong, ma il suo passaporto americano viene annullato prima che possa raggiungere L'Avana, costringendolo nell'aeroporto internazionale di Šeremet'evo di Mosca. Il 1º agosto 2013 il governo russo concede a Snowden asilo temporaneo per il periodo di un anno. Nel frattempo, Greenwald torna a casa sua a Rio de Janeiro e parla pubblicamente dell'utilizzo dei programmi di sorveglianza estera della NSA da parte degli Stati Uniti. Greenwald e Poitras mantengono una corrispondenza in cui entrambi esprimono riluttanza a tornare negli Stati Uniti.
Durante tutto il film vengono mostrate scene che precedono e seguono le interviste di Snowden a Hong Kong in cui William Binney parla dei programmi della NSA, e, infine, testimonia davanti al Parlamento tedesco per quanto riguarda lo spionaggio della NSA in Germania.
Il film si chiude con Greenwald, Snowden e Poitras che si incontrano nuovamente, questa volta in Russia. Greenwald e Snowden discutono nuovi dettagli che emergono sui programmi segreti americani, attenti a non pronunciare ma solo a scrivere i pezzi critici delle informazioni. Greenwald strappa questi fogli creando una pila di brandelli, prima di rimuoverli lentamente dal tavolo.

## Produzione
Nel 2012, Poitras aveva iniziato il lavoro sul terzo film della sua trilogia sul 9/11 in cui aveva intenzione di concentrarsi principalmente sul tema della sorveglianza interna per la quale aveva intervistato Assange, Greenwald, Binney, e Appelbaum. È stata contattata per la prima volta da Snowden nel gennaio 2013 dopo che lui era stato incapace di stabilire una comunicazione cifrata con Greenwald. Poitras vola ad Hong Kong alla fine di maggio del 2013, dove nel corso di otto giorni riprende Snowden nella sua stanza d'albergo al Mira Hotel. Successivamente ha viaggiato a Mosca dove ha girato una seconda intervista con Snowden condotta da Greenwald.
La società di produzione Praxis Films è stata coinvolta nella produzione del documentario. Il film è stato distribuito da RADIUS TWC negli Stati Uniti, Britdoc Foundation e Artificial Eye nel Regno Unito e Piffl Media in Germania. I diritti di trasmissione per la televisione sono stati ottenuti da Channel 4 (Regno Unito), HBO Documentary Films (USA) e Norddeutscher Rundfunk (Germania).

### Cast
- Edward Snowden
- Glenn Greenwald
- William Binney
- Jacob Appelbaum
- Ewen MacAskill
- Laura Poitras
- Julian Assange
- Ladar Levison
- Jeremy Scahill
- Robert Tibbo
- Barack Obama

## Colonna sonora
La colonna sonora è composta da parti dell'album Ghosts I-IV dei Nine Inch Nails, che è stato rilasciato sotto la licenza Creative Commons (BY-NC-SA), nel 2008.

## Distribuzione
La prima première internazionale ha avuto luogo il 10 ottobre 2014 negli Stati Uniti al New York Film Festival. In Europa, il documentario è stato mostrato per la prima volta il 17 ottobre al London Film Festival. La prima proiezione in Germania è stata il 27 ottobre durante il Festival del cinema di Lipsia. La regista Laura Poitras era presente all'Amburgo Abaton cinema per l'anteprima del 4 e 5 novembre alla première ufficiale in Germania al Kino International. Nelle sale tedesche, il film è stato proiettato dal 6 novembre. La sua uscita più ampia al 22 gennaio 2015 è stato di 105 cinema, nei weekend del 12 e 18 dicembre 2014.
È stato rilasciato nel mercato home video il 23 febbraio 2015, il giorno dopo gli 87° Academy Awards ed è stato successivamente distribuito in streaming su HBO Go. Channel 4 lo ha trasmesso nel Regno Unito il 25 febbraio 2015 e lo ha rilasciato per la visione on-demand fino al 4 marzo 2015.

## Accoglienza

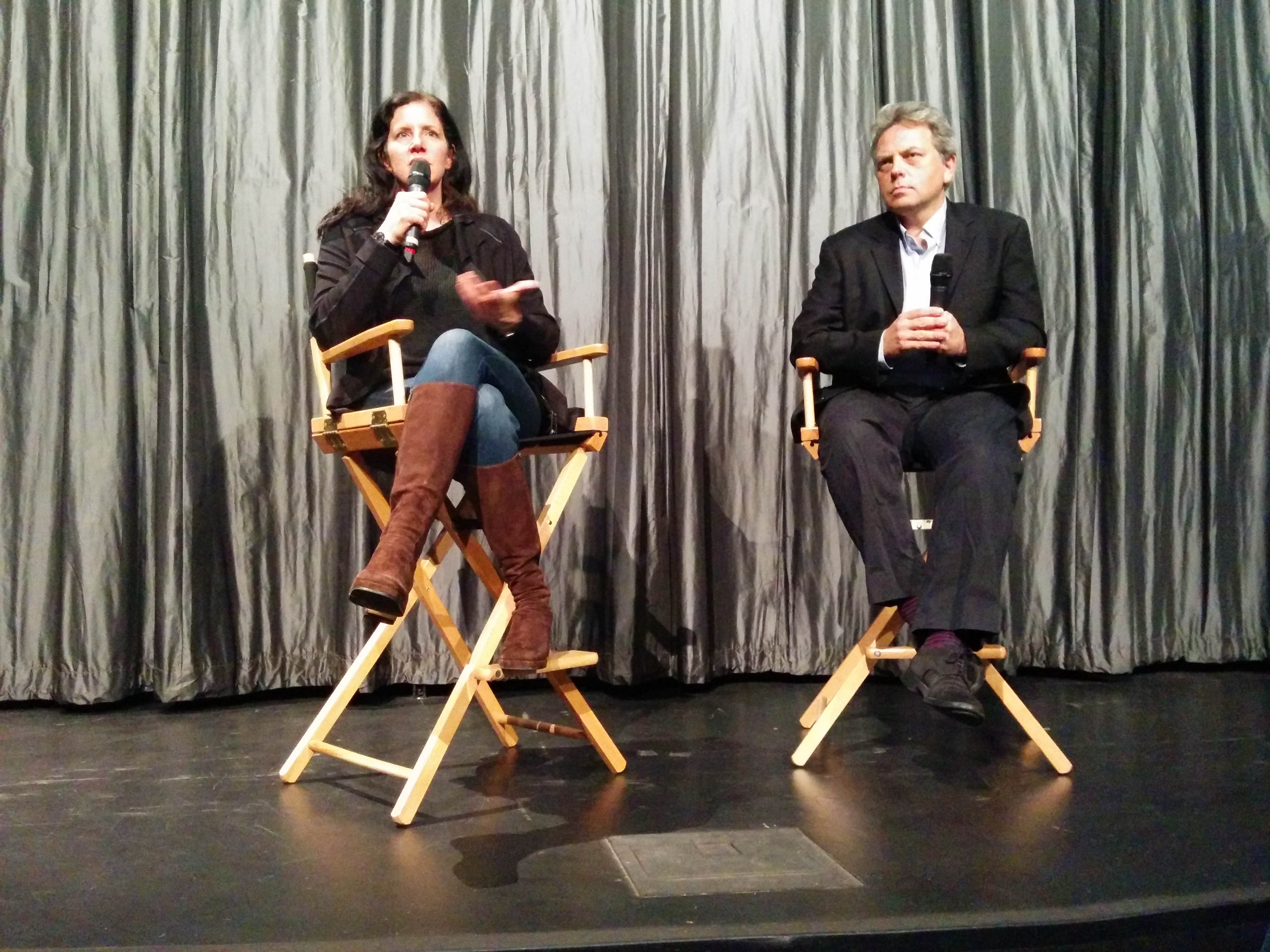
Laura Poitras in una conferenza su Citizenfour.

Citizenfour ha ricevuto grandi consensi. Ha un punteggio del 98% di approvazione su Rotten Tomatoes, in base a 124 critici, con un voto medio di 8,3/10. Metacritic ha dato al film 88 su 100 sulla base di un punteggio normalizzato di 38 recensioni.
Ronnie Scheib di Variety ha scritto "Nessuna familiarità con l'informatore Edward Snowden e le sue rivelazioni scioccanti di spionaggio su larga scala del governo americano ai danni dei propri cittadini può preparare uno per l'impatto dello straordinario documentario di Laura Poitras Citizenfour... Lontano dal ricostruire o analizzare un fatto compiuto, il film mostra concisamente l'atto in tempo reale, da come Poitras e il collega giornalista Glenn Greenwald incontrano Snowden durante un periodo di otto giorni in una stanza d'albergo di Hong Kong fino al come e quando potranno scatenare la bomba che ha scosso il mondo. Adattare il linguaggio freddo della crittografia dei dati per raccontare una drammatica storia di abuso di potere e di paranoia giustificata, Poitras dimostra brillantemente che l'informazione è un'arma a doppio taglio."
Spencer Ackerman scrive sul Guardian: "Citizenfour deve essere stato un documentario esasperante da filmare. Il soggetto è la sorveglianza globale pervasiva, un atto digitale ubiquo che si diffonde senza visibilità, le sue vicende si svolgono in aule di tribunale, camere d'ascolto e alberghi. Eppure il virtuosismo di Laura Poitras, suo direttore e architetto, fa sì che i suoi 114 minuti crepitino con l'energia nervosa delle rivelazioni".
La rivista Time ha valutato il film ottavo nei suoi primi 10 film del 2014 e ha definito il film "Scariest Chiller di questo Halloween". Vanity Fair lo ha inserito alla quarta posizione della sua top 10 e Grantland 3° della sua top 10. Scrivendo per il Chicago Tribune, l'ex analista di intelligence del Dipartimento della Difesa Alex Lyda ha rilasciato una recensione negativa, definendo Snowden "più narcisista che patriota". David Edelstein ha recensito il film per lo più favorevolmente, e ha scherzosamente consigliato agli spettatori "non comprate il biglietto online o con carta di credito".
Il sito cinematografico Fandor ha pubblicato una vasta indagine su articoli e recensioni di Citizenfour, aggiornati al 25 dicembre 2014.

## Cause legali
Nel dicembre 2014, l'ufficiale di marina in pensione e dirigente petrolifero Orazio Edwards del Kansas ha presentato una denuncia contro i produttori del film "A nome del popolo americano" per favoreggiamento alle rivelazioni di Snowden. The Hollywood Reporter ha fornito alcune analisi legali, notando l'opinione degli osservatori per cui Edwards potrebbe non avere diritto ad avviare la causa. Edwards ha anche contestato l'ammissibilità del film agli Oscar con la motivazione che il cortometraggio Poitras del 2013 che mostra Greenwald mentre intervista Snowden costituiva una versione precedente di Citizenfour, rendendolo non ammissibile secondo le regole dell'Oscar. L'Academy ha respinto la richiesta, sottolineando che "l'intervista del The Guardian appare in meno di due minuti del documentario", e ha stabilito che Citizenfour era ammissibile per l'Oscar.
Nel mese di febbraio 2015, i realizzatori hanno chiesto alla US District Court per il Distretto del Kansas di chiudere la causa in base a motivi giurisdizionali e del Primo Emendamento citando Bartnicki v. Vopper. Il querelante ha ufficialmente ritirato la causa il 3 aprile, 2015.

## Sicurezza
Poitras ha preso molte precauzioni di sicurezza legate al film, descritte tra gli altri dallo scrittore militare Peter Maass. Si è trasferita a Berlino, Germania dopo essere stata fermata più volte ai controlli alla frontiera quando entrava negli Stati Uniti. Ha montato il film in Germania, dopo aver volato direttamente lì da Hong Kong con i filmati di Snowden, per evitare che l'FBI si presentasse con un mandato di perquisizione per i suoi dischi rigidi. Tutti i filmati sono mantenuti in unità crittografate con più livelli di protezione nidificati. Il computer che usa per la lettura di documenti sensibili è separato da Internet con un air gap. Greenwald l'ha descritta con una "esperienza totale sulla comprensione di come gestire una storia simile in totale sicurezza tecnica e operativa". Maass ha definito l'abilità nella sicurezza di Poitras '"particolarmente vitale - e lontana dalla norma giornalistica - in un'epoca di dilagante spionaggio governativo", e cita l'affermazione di Snowden che "in seguito alle divulgazioni di quest'anno, dovrebbe essere chiaro che una comunicazione giornalista-fonte non crittografata è imperdonabilmente avventata."
Bonnefoy ha discusso anche il flusso di lavoro crittografato utilizzato nella realizzazione del film, aggiungendo "se abbiamo una conversazione che è particolarmente riservata, spostiamo tutta l'elettronica fuori dalla stanza, o ci incontriamo da qualche parte al di fuori della sala di montaggio, senza i nostri cellulari."
La Film Society del Lincoln Center (che seleziona i film per il New York Film Festival) ha riferito che Poitras ha cambiato il luogo della prima proiezione per la commissione di selezione del NYFF più volte, nel caso qualcuno stesse seguendo i suoi movimenti. Al comitato è stato mostrato un montaggio preliminare che aveva materiale sensibile omesso, ed il NYFF "ha dovuto tenere l'inserimento del film al festival sotto coperta fino a metà settembre" ed è stato "tenuto fuori degli orari del festival e dei documenti finché non abbiamo potuto parlarne apertamente ". L'inserimento all'ultimo minuto nel programma principale del festival è stato un evento senza precedenti per la NYFF, e "i biglietti per entrambe le proiezioni sono andati esauriti nel giro di poche ore".
I titoli di coda del film insolitamente citano diversi progetti di software libero e di strumenti di sicurezza, senza i quali "questo film non sarebbe stato possibile". I programmi nominati comprendono Tor, Tails, Debian GNU/Linux, Off-the-Record Messaging, il GNU Privacy Guard, TrueCrypt, e SecureDrop. Nel mese di ottobre 2014, la Electronic Frontier Foundation ha pubblicato una pagina informativa sul software accreditato nel film.

## Riconoscimenti
- Premi Oscar 2015: Oscar al miglior documentario a Laura Poitras